# Florian Berger (Koch)
Florian Berger (* um 1990) ist ein österreichischer Koch.

## Werdegang
Nach der ersten Station im Restaurant Waldschänke ging Berger nach Frankreich zu Michel Bras (drei Michelinsterne). Dann wechselte zum vegetarischen Restaurant Tian in München und zu Shane’s Restaurant in München. Er kochte danach im Tantris bei Hans Haas (zwei Michelinsterne) und im Hangar 7 (zwei Michelinsterne). 2015 war er Küchenchef im Restaurant No. 15 von Michel Dupuis in München (ein Michelinstern).
Im November 2016 machte er sich mit dem Restaurant Gabelspiel in München selbstständig; seine Frau Sabrina ist für den Service zuständig. 2019 wurde das Gabelspiel mit einem Michelinstern ausgezeichnet.

## Auszeichnungen
- Seit 2019: Ein Stern im Guide Michelin 2019 für das Restaurant Gabelspiel